# Curtiss A-1

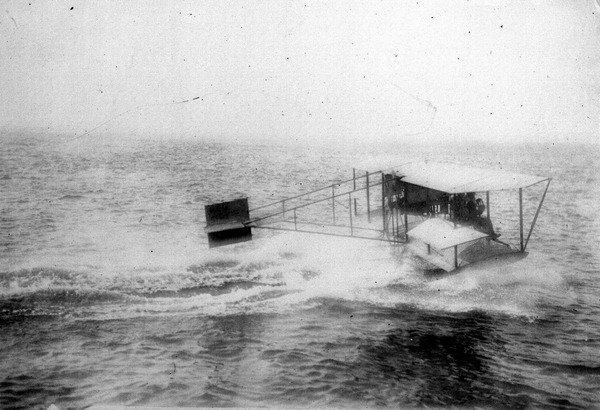
Curtiss A-1 Triad beim Start

Die Curtiss A-1 Triad aus dem Jahre 1911 war das erste Flugzeug der US-Marine.

## Geschichte
Das Amphibienflugzeug A-1 Triad wurde von Glenn Curtiss aus dem Landflugzeug Curtiss D Pusher entwickelt. Am 8. Mai 1911 bestellte die US Navy zwei Curtiss-Doppeldecker, einer davon war die Triad. Es war ein Amphibienflugzeug mit Druckpropeller. Es konnte 96 km/h schnell fliegen und einen Passagier mitnehmen.
Die A-1 Triad wurde das erste Flugzeug der US-Marine und bekam die Bezeichnung U.S. Navy Airplane No.1. Am 1. Juli 1911 wurde die Maschine von Glenn Curtiss mit Ellyson als Passagier vom Lake Keuka aus geflogen. Ellyson flog noch am Abend des Tages die Maschine zweimal alleine.
Am 3. Juli machte Ellyson den ersten Nachtflug der US-Marine vom Lake Keuka nach Hammondsport, New York. Curtiss überführte danach die zweite Maschine, die A-2. Am 7. September flog Ellyson von einer provisorischen Startrampe am Lake Keuka. Die erfolgreichen Tests sollten Starts von Flugdecks simulieren. Am 25. Oktober flogen Ellyson und Leutnant J. H. Towers einen Überlandflug von 180 km in 122 Minuten.
Die US-Marine experimentierte danach mit Druckluft-Flugzeugkatapults in Annapolis. Der Versuch am 31. Juli 1912 mit Ellyson scheiterte allerdings. Ein Seitenwind drückte die Maschine ins Wasser und Ellyson konnte sich unverletzt schwimmend retten.
Leutnant J. H. Towers stellte am 12. Oktober 1912 einen Dauerflugrekord mit der A-1 auf. Die Maschine blieb 6 Stunden, 10 Minuten und 35 Sekunden in der Luft.
Die A-1 wurde noch bis 1917 als Schulflugzeug bei US-Marine verwendet.

## Nachbau
Am 15. September 2004 flog der Pilot Jim Poel einen Triad A-1-Nachbau auf dem Lake Keuka.

## Technische Daten
| Kenngröße             | Daten                                           |
| --------------------- | ----------------------------------------------- |
| Besatzung             | 1 Pilot                                         |
| Passagiere            | 1                                               |
| Länge                 | 8,7 m                                           |
| Spannweite            | 11,2 m                                          |
| Höhe                  | 2,6 m                                           |
| Flügelfläche          | 30,75 m²                                        |
| Startmasse            | 714 kg                                          |
| Antrieb               | ein Curtiss OX-5-V8-Motor mit 75 PS (ca. 60 kW) |
| Höchstgeschwindigkeit | 96 km/h                                         |